# SWR cont.ra
SWR cont.ra war ein Wortprogramm des Südwestrundfunks (SWR). Das Programm existierte von Juli 2002 bis im Januar 2012. Die Wortschöpfung „cont.ra“ ist eine Abkürzung von „content radio“ (Radio mit Inhalt). Das Programm wurde in Baden-Baden produziert und warb für sich mit den Worten: Hier spielt die Information – Für alle, die es wissen wollen. Zum 9. Januar 2012 wurde SWR cont.ra durch den neuen Nachrichtensender SWRinfo ersetzt.

## Programm
Der Schwerpunkt in SWR cont.ra lag auf Informations- und Kultursendungen. Montags bis freitags war das Frühprogramm bis 9 Uhr wie bei einem Nachrichtensender konzipiert: Nachrichten im 20-Minuten-Takt, ergänzt durch verschiedene Rubriken (Wetter, Sport, Wirtschaft, …). Statt auf häufige Ausstrahlung von Nachrichten (wie z. B. bei B5 aktuell) setzte SWR cont.ra ansonsten auf besondere Ausführlichkeit der Informationssendungen. Neben zahlreichen Wiederholungen und Übernahmen aus anderen SWR-Programmen, insbesondere von SWR2, jedoch auch SWR1, bot SWR cont.ra auch Eigenes, z. B.:
- Übertragungen aus dem Bundestag und den Landtagen
- wichtige Sportereignisse ohne Musikunterbrechung
- Sendungen der Fachredaktionen (Umwelt, Kirche, Wirtschaft, …)
- ein interkulturelles Magazin (SWR international)
- historische Dokumente aus dem SWR-Archiv
- Boulevard und Infotainment (cont.ra-BASS, Buntes, Aktuelles, Showbiz und Sport)

Um 20 Uhr wurde die Nachrichtensendung Tagesschau gesendet. Nachts übernahm der Sender die ARD-Infonacht (produziert von MDR Info; nicht auf allen Mittelwellenfrequenzen). In der Anfangszeit des Senders wurde an dieser Stelle noch das Inforadio vom RBB ausgestrahlt.
Abends ab 19 Uhr sendete SWR cont.ra in seinen ersten sechs Monaten die gemeinsamen Fremdsprachen- oder auch Ausländerprogramme der ARD, bis diese in ihrer damaligen Form zum Ende des Jahres 2002 eingestellt wurden.

## Empfang

Altes Logo des Senders, mit größeren Pfeilen und ohne SWR

SWR cont.ra war als Livestream über das Internet und die Mittelwellensender des SWR zu hören. Aufgrund von Sparmaßnahmen wurde die Ausstrahlung über Mittelwelle im Juli 2005 in den Nachtstunden auf die Sender Mühlacker, Rheinsender, Heilbronn und Ulm begrenzt. Über das terrestrische Digitalradiosystem DAB wurde es – im Unterschied zu den übrigen SWR-Radioprogrammen – nur in reduzierter dumpfer Mono-Tonqualität gesendet (stark reduzierte Bitrate mit gekappten Höhen). Ursprünglich sollte es dagegen die Akzeptanz des DAB-Systems verstärken. Über den Satelliten Astra auf 19,2° Ost war SWR cont.ra per DVB-S und ADR zu empfangen, sowie im Stuttgarter Innenstadtgebiet über UKW auf 91,5 MHz.

### Mittelwelle
Mit dem endgültigen Sendeschluss von SWR cont.ra wurde auch der Sendebetrieb der Mittelwellensender am 8. Januar 2012 eingestellt. Der Betrieb des Sender Ulm-Jungingen wurde am 30. Dezember 2011 eingestellt. Der Betrieb des DRM-Senders in Obereisesheim wurde bereits am 1. Juli 2011 eingestellt.
| Sender                  | Frequenz | ERP    | Sendegebiet                  |
| ----------------------- | -------- | ------ | ---------------------------- |
| Bodenseesender¹         | 666 kHz  | 150 kW | südliches Baden-Württemberg  |
| Mühlacker               | 576 kHz  | 100 kW | nördliches Baden-Württemberg |
| Rheinsender             | 1017 kHz | 100 kW | Rheinland-Pfalz              |
| Freiburg¹               | 828 kHz  | 10 kW  | Breisgau                     |
| Ulm                     | 1413 kHz | 1 kW   | Region Ulm                   |
| Heilbronn-Obereisesheim | 711 kHz  | 5 kW   | Region Heilbronn (DRM)       |

¹ eingeschränkter Betrieb: Montag bis Freitag von 5 bis 23 Uhr, Samstag und Sonntag von 7 bis 23 Uhr

### UKW
| Sender             | Frequenz | ERP    | Sendegebiet                |
| ------------------ | -------- | ------ | -------------------------- |
| Stuttgart-Funkhaus | 91,5 MHz | 0,3 kW | Innenstadtgebiet Stuttgart |